# OPME
OPME é a sigla utilizada por empresas e profissionais de saúde do Brasil para referenciar as Órteses, Próteses e Materiais Especiais. As OPMEs são insumos utilizados em uma intervenção médica ou odontológica, diagnóstica ou terapêutica. Não há uma definição específica ou objetiva para as classificações das OPMEs, sendo este nome muitas vezes utilizado para indicar dispositivos ou materiais, de alto valor, utilizados em procedimentos médicos.
Uma órtese (português brasileiro) ou ortótese (português europeu) é qualquer material ou dispositivo, permanente ou transitório que auxilie ou substitua as funções de um membro, órgão ou tecido cuja colocação ou remoção não requeiram a realização de um ato cirúrgico, conforme definição ISO, é um apoio ou dispositivo externo aplicado ao corpo para modificar os aspectos funcionais ou estruturais para obtenção de alguma melhoria mecânica ou ortopédica.
As próteses são materiais que, de forma permanente ou transitório, possam substituir de forma total ou parcial um membro, órgão, tecido, ou ainda podem ser usadas para suprir necessidades e funções de indivíduos sequelados por amputações, traumáticas ou não. Pinos, placas e implantes ortopédicos são exemplos de próteses.
Materiais especiais são insumos médicos que melhoram ou auxiliam procedimentos terapêuticos, implantáveis ou não, de uso individual como: catéter, introdutores, material de videolaparoscópia, entre outros.
O Brasil está na 11ª posição no mercado de dispositivos médicos no mundo, movimentando cerca de R$ 7 bilhões de reais em 2012. No sistema de saúde há uma constante preocupação no financiamento dos insumos hospitalares exigindo modelos que impactem de maneira efetiva no custo, no acesso e na gestão da demanda aos serviços hospitalares. Embora, os planos de saúde desenvolvam controles sobre as OPME , as distribuidoras dos produtos  médicos exercem, por outro lado, forte ação  mercadologia junto a classe médica.
As OPMEs têm, cada vez mais,comprometido os custos da assistência à saúde, correspondendo a aproximadamente 10% do sinistro total das operadoras e em torno 20% do custo em internações, o que demonstra a importância do item na composição dos custos em saúde.
Apesar do alto custo, as órteses e próteses não são vilãs da medicina. São grandes avanços que representam melhoria na qualidade de vida dos pacientes e redução da mortalidade. Desfibriladores e marcapassos, por exemplo, reduzem em 20% a mortalidade quando comparados com o tratamento convencional em pacientes portadores de miocardiopatia com risco de morte súbita. Próteses valvares implantáveis transcateter reduzem significativamente a mortalidade em pacientes com estenose aórtica que não podem ser submetidos a tratamento cirúrgico.
Os Problemas Maiores e Emergentes
Os beneficiários de planos de saúde utilizam: • 32% dos hospitais gerais; • 51% das clínicas; • 45% dos serviços de serviço auxiliar de diagnóstico e terapia; • 1.041 operadoras médico-hospitalares (eram 2.760 em 1998); e • 384 operadoras exclusivamente odontológicas. Cerca de 50% dos beneficiários estão vinculados a apenas 26 operadoras. Especialmente a partir de 2010, observa-se um crescimento das despesas assistenciais e das receitas de contraprestações, que alcançaram em 2014 respectivamente R$105,7 e R$124,5 bilhões [7].